# Литвинова, Мария Егоровна
Мария Егоровна Литвинова (1926 — ?) — украинская советская деятельница, свинарка совхоза «Забойщик» Попаснянского района Ворошиловградской (Луганской) области. Герой Социалистического Труда (22.10.1949). Депутат Верховного Совета СССР 4-го созыва.

## Биография
Родилась в крестьянской семье.
С 1940-х годов — свинарка свиноводческого совхоза «Забойщик» Лисичанского (затем — Попаснянского района поселка Камышеваха Ворошиловградской (Луганской) области. В 1948 году вырастила за год от 10 свиноматок по 25 поросят в среднем на свиноматку, при среднем живом весе поросенка в двухмесячном возрасте 15 килограммов.
Потом — на пенсии в пгт. Камышеваха Попаснянского района Луганской области.

## Награды
- Герой Социалистического Труда (22.10.1949)
- орден Ленина (22.10.1949)
- ордена
- медали